# Садовская, Наталья Михайловна
Ната́лья Миха́йловна Садо́вская (25 ноября 1928, Москва — 12 января 2023) — советская артистка балета, театральный деятель, балетовед. Заслуженный деятель искусств Российской Федерации.

## Биография
Наталья Садовская родом из актёрской династии Садовских. Внучка Ольги Осиповны и Михаила Прововича Садовских. Брат Михаил Садовский был актёром Малого театра. Родилась 25 ноября 1928 года.
Окончила Московское хореографическое училище. С 1947 года в балетной труппе Большого театра.
В 1968 году окончила театроведческий факультет ГИТИСа.
С 1968 года — художественный руководитель групп классического балета, готовила программы для гастрольных турне по городам России и странам Европы. Организатор и режиссёр балетных фестивалей в России, Беларусии, Бурятии, Татарстане, Якутии.
Художественный руководитель фестиваля в Казани, на который приглашались солисты Мариинского и Большого театров для выступлений в спектаклях «Жизель», «Сильфида», «Дон Кихот» на сцене театра оперы и балета. В программе были постановки классического и современного репертуара.
В начале 1990-х годов фестиваль в Казани посетил Рудольф Нуреев, который дирижировал балетом «Щелкунчик». Партию Маши исполняла Надежда Павлова.
Скончалась 12 января 2023 года.  Отпевание и похороны прошли 15 января на Пятницком кладбище. города Москвы. Похоронена на Пятницком кладбище .

## Сочинения
- 1972 — Ромео и Джульетта / Наталья Садовская. — М.: "МЖ", 1972. — №14 с.
- 1976 — Бахчисарайский фонтан / Наталья Садовская. — М.: в сборнике "Сегодня на сцене Большого театра", 1976.
- 1985 — Мечта,ставшая явью / Наталья Садовская. — М.: СБ, 1985.
- 1991 — Жизнь без конца без края / Наталья Садовская. — М.: СБ, 1991.
- 1992 — Мои боги, где вы? / Наталья Садовская. — М.: "Балет", 1992.
- 1993 — В память и во здравие / Наталья Садовская. — М.: "Т", 1993. — №7 с.

## Документальный фильм
- Телеканал «Культура» «Наталья Садовская. Моя театральная площадь…» Документальный фильм (Россия, 2008). В эфире: 24 июня 2009 года, 19 ноября 2010 года.[3].
- Режиссёры: Елена Якович, Алексей Шишов.
- Операторы: Александр Минаев, Эрнест Череватенко, Андрей Гусев.

## Энциклопедия
- 1997 — Наталья Садовская — Научный консультант издания Энциклопедии «Русский балет» / Наталья Садовская. — М.: «Большая Российская Энциклопедия». Издательство «Согласие». ISBN=5-85270-099-1, 1997. — 632 с.